# دوايت هنري بينيت
دوايت هنري بينيت (بالإنجليزية: Dwight Bennett)‏ هو مهندس أمريكي، ولد في 19 نوفمبر 1917، وتوفي في 10 يوليو 2002.